# Nina Linta Lazarević
Nina Linta Lazarević (en serbe : Нина Линта Лазаревић), à Belgrade (Yougoslavie, actuellement Serbie) le 20 aout 1976, connue précédemment sous le nom de Nina Lazarević, est une actrice et écrivain serbe et yougoslave.

## Filmographie
- 2008 : Nije kraj
- 2008 : Gorki plodovi
- 2009 : Zvezda Tri
- 2011 : Kako su me ukrali Nemci
- 2014 : The November Man
- 2015 : Non chiedere perchè (alias L'angelo di Sarajevo)